# Wireless Distribution System
Wireless Distribution System (WDS) – tryb, w którym nadrzędny punkt dostępowy przekazuje pakiety do klientów WDS, które rozsyłają do podrzędnych punktów dostępowych. Istnieje ograniczenie do ok. 6 punktów podrzędnych.
WDS to inaczej funkcja bezprzewodowego mostu. Jeśli punkt dostępowy lub bezprzewodowy router posiadają funkcję WDS, to możliwe jest wtedy bezprzewodowe łączenie tych urządzeń – drugi punkt dostępowy otrzymuje sygnał od pierwszego, wzmacnia go i rozsyła dalej w granicach swojego zasięgu.
Konfiguracja bezprzewodowych klienckich punktów dostępowych odbywa się poprzez wpisanie (w odpowiednią tabelę) adresu MAC punktu dostępowego klienta.
Zasady konfiguracji punktów dostępowych wymagane do poprawnego działania bezprzewodowego mostu:
1. wpisanie adresu MAC odbierającego punktu dostępowego, w oknie konfiguracji dostarczającego punktu dostępowego – i odwrotnie
2. jeśli jest to punkt dostępowy/router – należy użyć adresu MAC interfejsu sieci lokalnej
3. wpisanie identycznej nazwy identyfikatora BSSID w obu punktach dostępowych
4. użycie tego samego kanału w obu punktach dostępowych
5. odbierający punkt dostępowy powinien mieć wyłączony serwer DHCP (jeśli jest włączony na dostarczającym punkcie dostępowym)
6. adres IP interfejsu sieci lokalnej powinien być różny na każdym punkcie dostępowym

Zdarza się, że różne urządzenia posiadające funkcję WDS, mogą być ze sobą niekompatybilne – nawet jeśli są to dwa różne modele tego samego producenta. Część urządzeń dostępnych na rynku, w trybie WDS, nie obsługuje mocniejszego niż WEP poziomu zabezpieczeń. Wiadomo natomiast, że następujące urządzenia potrafią korzystać z zabezpieczeń WPA2-PSK CCMP również w trybie WDS:
- Planet WAP-4035
- TP-Link TL-WR841N (serwer) + TP-Link TL-WR1043N (klient)